# .sl
.sl — национальный домен верхнего уровня для Сьерра-Леоне.